# Acrolophus robertus
Acrolophus robertus är en fjärilsart som beskrevs av August Busck 1920. Acrolophus robertus ingår i släktet Acrolophus och familjen Acrolophidae. Inga underarter finns listade i Catalogue of Life.